# رقبة الرسائل

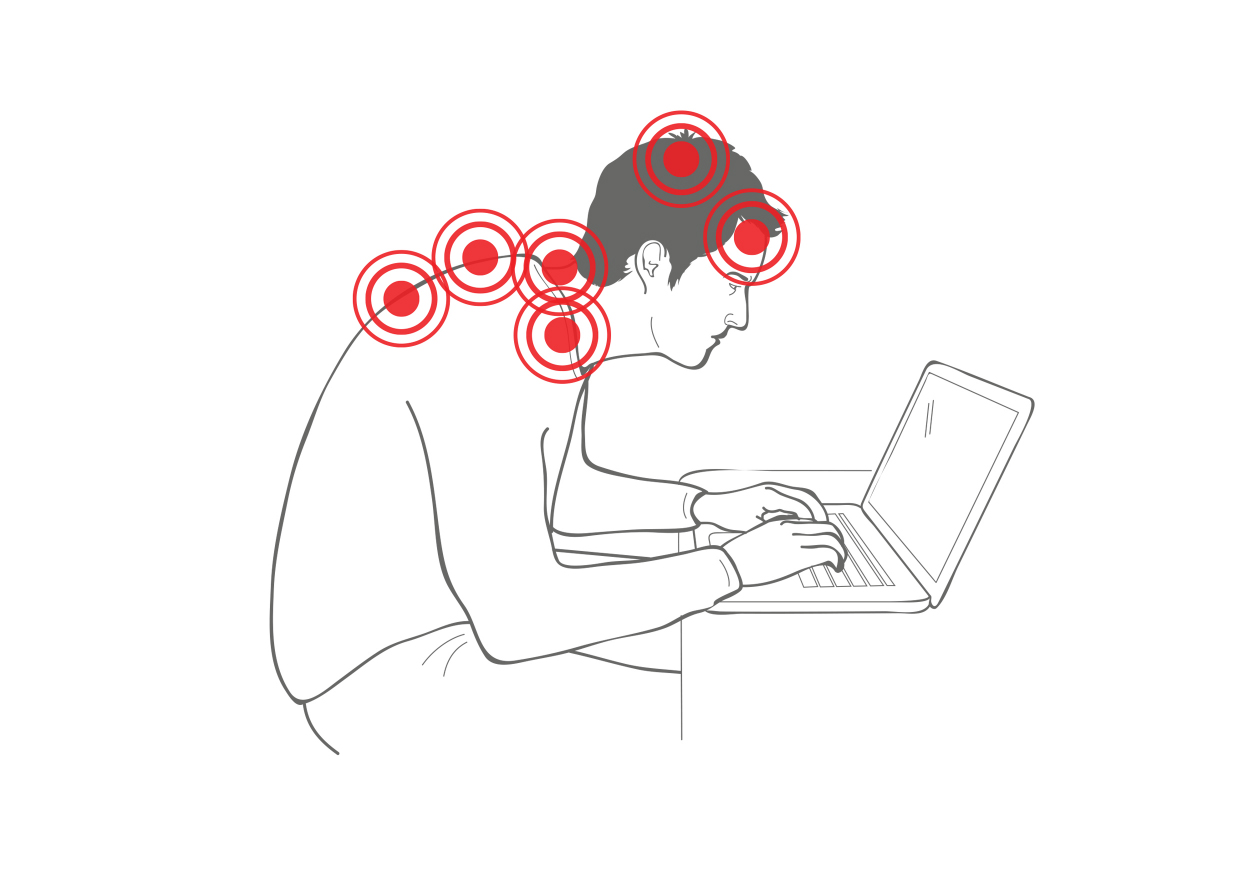
(1) عضلات الرقبة الخلفية المُرهقة تعمل بجهدٍ زائدٍ فتتقوّى وتتوتّر وتتندّب وتقصر؛ (2) عضلات الظهر الوسطى والسفلى الداعمة تضعف؛ (3) مفاصل الجزء العلوي من الظهر المنحني تتجمّد في النهاية على ذلك الوضع؛ (4) عضلات مقدمة الرقبة تعمل بشكل أقل وتضعف، لذلك تبرز الذقن إلى الأمام.

وضعية الرأس إلى الأمام (FHP) (بالإنجليزية: Forward head posture)‏ هي فرط تقوس (تحدب) مفرط في العمود الفقري الصدري. يُعترف بها سريريًا كشكل من أشكال إصابات الإجهاد المتكرر. يمكن أن تحدث هذه الوضعية عند أطباء الأسنان والجراحين ومصففي الشعر أو الأشخاص الذين يقضون وقتًا على الأجهزة الإلكترونية. وهي من أكثر مشاكل الوضعية شيوعًا. هناك علاقة بين وضعية الرأس إلى الأمام وألم الرقبة لدى البالغين، ولكن ليس لدى المراهقين.
يُعرف وجود كل من وضعية الرأس إلى الأمام والأكتاف المستديرة باسم متلازمة التقاطع العلوي.

## العلاج
تُعالج بشكل عام آلام الرقبة من خلال مجموعة كبيرة من الطرق والأساليب، بما في ذلك الأدوية المضادة للالتهابات غير الستيرويدية (NSAIDs) مثل الإيبوبروفين؛ وأدوية تسكين الألم (المسكنات) مثل الأسيتامينوفين؛ ومضادات الاكتئاب ثلاثية الحلقات بجرعات منخفضة مثل أميتريبتيلين للمشاكل المزمنة؛ والعلاج الطبيعي (المعروف أيضًا باسم العلاج الفيزيائي في الثقافات المشتقة من البريطانية) الذي يستخدم مجموعة واسعة من التقنيات والأساليب؛ والتلاعب بالعمود الفقري من قبل أطباء العظام، وأخصائيي العلاج الطبيعي، وتعديلات العمود الفقري من قبل مقوّمي العظام؛ والتدليك؛ وبرامج تقوية العضلات بما في ذلك الصالات الرياضية والبيلاتس؛ والأساليب المتعلقة بالوضعيات مثل تقنية ألكسندر؛ وأساليب التمديد مثل اليوجا؛ والأساليب المريحة بما في ذلك الإعداد الصحيح لأجهزة الكمبيوتر المكتبية وأخذ فترات راحة متكررة؛ والجراحة للمشاكل الهيكلية الشديدة مثل انحشار النتوءات العظمية على جذور الأعصاب العنقية وانفتاق القرص العنقي.